# اوتیک
اوتیک (به لاتین: Utik) یک منطقهٔ مسکونی در ارمنستان بزرگ است.